# Jaimehintonia
Jaimehintonia is een geslacht uit de aspergefamilie. De soort komt voor in het noordoosten van Mexico. Het geslacht telt slechts een soort: Jaimehintonia gypsophila.